# ココペリ

中性のココペリ。

ココペリ (Kokopelli) は、アメリカ・インディアン、ホピ族のカチナ（神・精霊）の1柱。豊穣の神（男神）。ココピラウとも。
笛を吹くことで豊作・子宝・幸運などをもたらす。ココペルマナ (Kokopelmana) を妻とする。
美術では縦笛を吹くキリギリスの姿で、横からの絵で描かれる。古典的にはファルスや触角が描かれるが、現代では省略され比較的擬人化された性のない姿で描かれることが多い。

## 豊穣の神としてのココペリ
ココペリは猫背で笛を吹く様子で描かれることが多く、アニミズム信仰により様々なネイティブアメリカンによって古来から描かれてきた。ココペリは先史時代のアメリカ合衆国南西部の文化において「土地を肥沃にし、その背中から種をまく」と語り継がれ、五穀豊穣の神として人々に信仰されてきた。飢饉の時代にはココペリはうつぶせの姿で描かれ、これはココペリの魂がその土地を離れたことを指す。

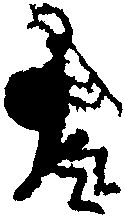
ファルスのあるココペリ。
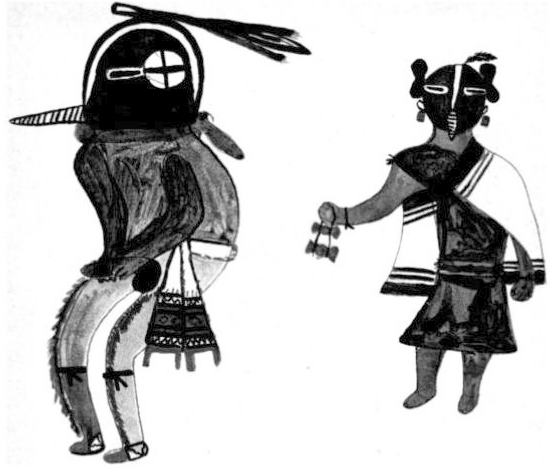
ホピ族によるココペリ（左）とココペルマナ。1903年の出版物より。